# Espopolames
Los espopolames fueron una etnia del norte del actual territorio del estado mexicano de Coahuila de Zaragoza de los cuales se cree que eran de filiación coahuilteca y relacionados con los Pinanaca según la expedición Bosque Laríos. Vivían cerca del Río Bravo y fueron llamados también Isopopolames por el explorador Fernando del Bosque en 1675.